# Eruca
Genre
Classification phylogénétique
Eruca est un genre de plantes annuelles de la famille des Brassicacées (ou Crucifères) originaires du bassin méditerranéen.
Le nom vient du latin eruca (provenant probablement du latin urere, « brûler », du fait de la saveur fortement piquante de la plante), qui a donné le bas-latin ruca, puis le diminutif en vieil italien ruchetta et le mot français roquette apparu en 1538. Selon les régions, on l'appelle aussi rucola (Suisse, probablement à cause du nom en allemand et en italien), rouquette (Roussillon) ou riquette (Nice).

## Classification
Le nombre d'espèces est contesté, certaines autorités acceptent une seule espèce, alors que d'autres acceptent jusque cinq espèces. Les espèces suivantes sont acceptées par le Med-Check-list,:
- Eruca loncholoma (Pomel) O.E.Schulz
- Eruca pinnatifida (Desf.) Pomel (syn. E. sativa subsp. pinnatifida (Desf.) Batt.; E. vesicaria subsp. pinnatifida (Desf.) Emberger & Maire)
- Eruca sativa Mill. (syn. E. vesicaria subsp. sativa (Mill.) Thell.) - la roquette cultivée
- Eruca setulosa Boiss. & Reuter
- Eruca vesicaria (L.) Cav. - la roquette

Lorsque le genre est traité en mono-espèce, toutes les espèces ci-dessus sont incluses dans Eruca vesicaria.

## Description
Ce sont des plantes annuelles de 20 à 100 cm de hauteur.
Les feuilles sont profondément lobées avec quatre à dix petits lobes latéraux et un grand lobe terminal. Elles ressemblent à celles des radis et des navets, botaniquement très proches, et ont une saveur piquante et poivrée.
La roquette a des fleurs blanches veinées de brun ou de violet mesurant environ 2 cm de diamètre disposées en corymbes typique des Brassicaceae. Les étamines sont jaunes.
Le fruit est une silique de 12 à 25 mm de long avec un bec apical, contenant plusieurs graines,.